# Мои волосы хотят убивать
«Мои волосы хотят убивать» (англ. Bad Hair; букв. — «Плохие волосы») — американский комедийный фильм ужасов 2020 года. Режиссёром, сценаристом и продюсером выступил Джастин Симиен.

## Сюжет
Действие фильма происходит в 1989 году. Молодая и амбициозная афроамериканка, чтобы удержаться на работе, решается по совету своей новой начальницы сделать новую причёску и вплетает себе новые волосы. Вскоре девушка понимает, что её новые волосы обладают своим разумом.

## В ролях
| \| - Элль Лоррейн — Анна Бладсо - Зария Келли — молодая Анна - Ванесса Уильямс — Зора - Джей Фэро — Джулиус - Лина Уэйт — Брук-Линн - Яани Кинг — Систа Соул - Блэр Андервуд — Амос Бладсо - Лаверна Кокс — Вёрджи - Мишель Хёрд — Максин Бладсо - Джудит Скотт — Эдна - Робин Тиди — Дениз - Эшли Блейн Фезерсон — Розалин \| - Стив Зисис — Бакстер Таннен - MC Lyte — Корал - Келли Роуленд — Сандра - Джеймс Ван Дер Бик — Грант Мэдисон - Ашер — Джермани Д. - Шанте Адамс — Линда Бладсо - Даэли Холл — Шерил - Мозес Сторм — Джастин - Джон Габрус — Вэйлет - Николь Байер — Джина - Джастин Симьен — Реджи Уотсон \| | |
| - Элль Лоррейн — Анна Бладсо - Зария Келли — молодая Анна - Ванесса Уильямс — Зора - Джей Фэро — Джулиус - Лина Уэйт — Брук-Линн - Яани Кинг — Систа Соул - Блэр Андервуд — Амос Бладсо - Лаверна Кокс — Вёрджи - Мишель Хёрд — Максин Бладсо - Джудит Скотт — Эдна - Робин Тиди — Дениз - Эшли Блейн Фезерсон — Розалин | - Стив Зисис — Бакстер Таннен - MC Lyte — Корал - Келли Роуленд — Сандра - Джеймс Ван Дер Бик — Грант Мэдисон - Ашер — Джермани Д. - Шанте Адамс — Линда Бладсо - Даэли Холл — Шерил - Мозес Сторм — Джастин - Джон Габрус — Вэйлет - Николь Байер — Джина - Джастин Симьен — Реджи Уотсон |

## Релиз
Мировая премьера фильма состоялась на кинофестивале «Сандэнс» 23 января 2020 года. Вскоре после этого Hulu приобрела права на распространение фильма. 16 октября фильм вышел в ограниченный театральный релиз. Премьера в цифровом формате состоялась 23 октября.

## Критический приём
На сайте-агрегаторе Rotten Tomatoes рейтинг одобрения составляет 63 % на основе 83 рецензий, со средним баллом 6,1 из 10. На Metacritic фильм имеет оценку 61 из 100, основанную на 23 рецензиях.